# Hans Hofmann
Hans Hofmann, född 21 mars 1880 i Weissenburg, Bayern, död 17 februari 1966 i New York City, New York, var en tysk-amerikansk expressionistisk målare. Han var en av den abstrakta expressionismens pionjärer.
Under 1920-talet hade Hans Hofmann en konstskola i München, där bland andra Siri Meyer var elev. I USA undervisade han konst på Art Students League of New York, och influerade flera amerikanska konstnärer.
Hans Hofmann var abstrakt expressionist och målade med intensiva, tjocka färger. Han menade att det är färgen i en bild som skapar ljuset (liksom impressionisterna under 1800-talet), medan det i naturen fungerar tvärtom.
Hofmann var även pionjär inom action painting, den spontana, mer energiska grenen av den abstrakta expressionismen, som inkluderade hällande och droppande av färg på duken.
Hofmann är representerad vid bland annat British Museum, Metropolitan Museum of Art, Museum of Modern Art, Cleveland Museum of Art, Saint Louis Art Museum, Smithsonian American Art Museum, National Gallery of Art, Berkeley Art Museum, Whitney Museum of American Art, Art Institute of Chicago, Philadelphia Museum of Art, Minneapolis Institute of Art och Tate Modern